# Hans Kreutzberger
Hans Kreutzberger (* 24. November 1891 in Hochlindenberg, Ostpreußen; † 1. März 1970 in Sankt Augustin) war ein deutscher Verwaltungsjurist.

## Leben
Kreutzberger studierte an der Universität Jena Rechtswissenschaft. 1911 wurde er im Corps Guestphalia Jena recipiert. Als Regierungsrat 1933 mit der kommissarischen Verwaltung des Landratsamtes im Landkreis Wittmund beauftragt, wurde er im Mai 1934 endgültig zum Landrat in Wittmund ernannt. Im September 1937 kam es zu einem „Tausch“ von Landräten: der Seelower Landrat aus dem Kreis Lebus kam nach Wittmund und Landrat Kreutzberger wurde seinerseits mit der kommissarischen Verwaltung des Landratsamtes in Seelow beauftragt. Er wurde im Dezember 1937 endgültig zum Landrat in Seelow und am 26. Juni 1942 als Nachfolger von Paul Iden noch zum Preußischen Provinzialrat ernannt. In Seelow blieb er bis zum Einmarsch der Roten Armee im Januar 1945.
Im Johanniterorden war er seit 1956 als Ehrenritter, dann 1958 mit dem Status Rechtsritter, Ordenswerkmeister von 1956 bis 1962. Im Jahre 1962 erhielt er den Ehrentitel Ehrenkommendator, Mitgliedschaft in der Provinzial-Genossenschaft Brandenburg.